# Raw, Uncut, and X-Rated
Raw, Uncut, and X-Rated – trzeci album amerykańskiego rapera Too Shorta. Trafił do sprzedaży w 1986 roku.

## Lista utworów

### Strona A
1. Invasion of Flat Booty Bitches
2. She's a Bitch
3. Oakland, California

### Strona B
1. The Bitch Sucks Dick
2. Short Side
3. BlowJob Betty (samples Tenor Saw's „Ring the Alarm”)